# 間違いの喜劇
『間違いの喜劇』（まちがいのきげき、The Comedy of Errors）は、ウィリアム・シェイクスピア作の喜劇。5幕で、1594年以前に書かれたと思われる。『間違いつづき』という日本語題もある。
離れ離れになってしまった双子の兄弟と、その2人に仕える双子の召使いが巻き起こす騒動を描く。シェイクスピアの劇の中でもっとも短いものであるが、最初の喜劇かについては異論も多い。

## あらすじ
シラクサの商人イージオンは、エフェソスへの不法侵入の罪で逮捕され、1000マルクの罰金か、それができなければ死刑の宣告を言い渡される。イージオンには、アンティフォラスという双子の息子と、ドローミオというこれまた双子の召使いがいたが、航海中難破し、妻と幼い双子の兄と召使の兄は行方不明になってしまう。父とシラクサで暮らし、成長した弟アンティフォラスは、弟ドローミオを連れて兄探しの旅に出る。2人の後を追う旅の途中でイージオンは逮捕されたのだ。
難破の末、母とも別れてしまった兄のアンティフォラスとドローミオだったが、エフェソスで名を成し、エイドリアーナという妻を得ていた。一方、エフェソスを訪れた弟のアンティフォラスとドローミオは、エイドリアーナに夫と間違われ、兄のアンティフォラスとドローミオは家を閉め出されてしまう。間違いが間違いを生み、しまいには兄アンティフォラスが逮捕される大騒ぎとなってしまう。
しかし、結局罰金を用意できなかったイージオンの処刑場で、2組の兄弟は邂逅を果たす。さらにエフェソスの尼僧院長がアンティフォラス兄弟の母エミリアだったことがわかり、イージオンも死刑を免れ、再会を祝って宴が開かれる。

## 登場人物
- 兄アンティフォラス(Antipholus of Ephesus)
「エフェソスのアンティフォラス」。イジーオンの子で、弟とは双子。エフェソスで成功し、結婚もしている。
- 弟アンティフォラス(Antipholus of Syracuse)
「シラクサのアンティフォラス」。イジーオンの子で、兄とは双子。兄を探す旅でエフェソスに着く。
- 兄ドローミオ(Dromio of Ephesus)
「エフェソスのドローミオ」。兄アンティフォラスに仕える。
- 弟ドローミオ(Dromio of Syracuse)
「シラクサのドローミオ」。弟アンティフォラスに仕える。
- イジーオン(Aegeon)
シラクサの商人。アンティフォラス兄弟の父。息子を探す途中エフェソスに入るが、法律により捕えられる。

## 創作年代
初めて出版されたのは、1623年の第1二折版（F1）である。
1594年12月28日に、ロンドンのグレイズ・イン法学院で、『間違いの喜劇』が上演されたという記録があり、これが『間違いの喜劇』に関する最古の記録である。1594年に書かれたとする考えもあるが、作中に当時の社会状況に関するしゃれがあり、1591年から1593年ころとする向きもある。
一方で、『間違いの喜劇』がシェイクスピア初の喜劇であるかについては推定が困難であり、『ヴェローナの二紳士』よりも優れた作品であるとして、この後に書かれたとする説もある。

## 原典
大まかな筋は、プラウトゥスの『メナイクムス兄弟』に拠っている。この作品は古代ローマの作品であるが、1594年に英訳されたものが出版されている。もっとも、出版前の草稿が入手可能であったので、これを目にした可能性もある。
『メナイクムス兄弟』では、双子であるのは主人公の二人だけであるが、シェイクスピアは『間違いの喜劇』を書くにあたり、その召使いも双子にした。同じくプラトゥスの『アンフィトルオ』が参考にされている。

## 上演
1594年12月28日に、ロンドンのグレイズ・イン法学院で演じられたのが初演であるとされている。この時期は当時、クリスマスの祝祭時期とかぶっていて、多くの催しが計画されていた時期であった。その催しの中で、12月28日の幼児殉教者の記念日に、グレイズ・イン法学院でおこなわれたのがこの喜劇であった。その際、会場は満員となって騒ぎが起き、開演時間が遅れたという。なお、この時の上演の状況は、「シェイクスピア別人説」との絡みで論争がある（シェイクスピア別人説#1594年グレイズ・イン法学院での祝宴参照）。
14年後の、1606年の12月28日にも上演記録が残っているが、その後18世紀に入るまで上演はおこなわれていないようである。18世紀以後は改作して上演されることが多く、トマス・ハル（Thomas Hull）の『双子』などが上演された。
- 劇団シェイクスピア・シアターにより日本各地の高校、大学での芸術鑑賞会公演が頻繁に行われている。

## 関連作品
- 映画
  - ビッグ・ビジネス（1988年、アメリカ）
- 狂言
  - まちがいの狂言（2003年、高橋康也）
    - 野村萬斎による演出にて上演される。[1]
- ミュージカル
  - シラキュースから来た男たち（英語版）（1938年、ジョージ・アボット（英語版）演出、ローレンツ・ハート作詞、リチャード・ロジャース作曲）[2]

## 日本語訳
- 「間ちがひつづき」坪内逍遥訳 中央公論社 1933年
- 小田島雄志訳『世界古典文学全集 第42巻（シェークスピア 第2）』筑摩書房 1964年 のち白水Uブックス
- 田中晏男訳 山口書店 1993年
- 松岡和子訳 ちくま文庫 1997年
- 「新訳 まちがいの喜劇」河合祥一郎訳　角川文庫、2017年